# Souvlaki
Souvlaki е вторият студиен албум на английската рок група Слоудайв. Записан през 1992 г., албумът е издаден в Обединеното кралство на 1 юни 1993 г. от звукозаписната компания Creation, след това на 8 февруари 1994 г. в Съединените щати от SBK.
Албумът достига своя връх под номер 51 в класацията на албуми в Обединеното кралство. Той получава признание от критиката и е одобрен като класика на шугейзинг жанра.

## Списък с песни
| 1.    | Alison                 | 3:51 |
| 2.    | Machine Gun            | 4:28 |
| 3.    | 40 Days                | 3:16 |
| 4.    | Sing                   | 4:51 |
| 5.    | Here She Comes         | 2:19 |
| 6.    | Souvlaki Space Station | 5:58 |
| 7.    | When the Sun Hits      | 4:47 |
| 8.    | Altogether             | 3:42 |
| 9.    | Melon Yellow           | 3:55 |
| 10.   | Dagger                 | 3:33 |
| 40:40 |                        |      |

## Състав
- Нийл Халстед – вокал, китара
- Рейчъл Госуел – вокал, китара
- Кристиан Савил – китара
- Ник Чаплин – бас китара
- Саймън Скот – барабани

Допълнителен персонал
- Брайън Ино – клавиши в Sing и Here She Comes.